# IASマシン
IASマシンとは、アメリカ合衆国ニュージャージー州のプリンストン高等研究所(IAS)が開発した初期の電子式コンピュータである。IASマシンは1945年末ごろから開発が開始され、1951年稼動している。いわゆるノイマン型の最初期のコンピュータの一つである。また、本機と、他に複数作られた同構成のコンピュータを特に指してvon Neumann-architecture computersとすることがある。なお、ノイマン型の考案の功績はノイマン1人に帰すのは正しくない、とされている（ノイマン型の記事を参照）。

## 歴史
1946年5月、主任技術者としてジュリアン・ビゲローが雇われた。プロジェクト参加者としては他にヒューイット・クレーン、ハーマン・ゴールドスタイン、ジェラルド・エストリン、アーサー・バークスがいる。マシンは1951年夏に部分稼動し、1952年6月10日に完全稼動している。
1958年7月15日まで使用されていた。

## 概要
このマシンは二進コンピュータであり、ワード長は40ビットで、1ワードに20ビットの命令がふたつ格納される。メモリは1024ワード（5.1キロバイト）。負の整数は「2の補数」で表現されている。レジスタは2本（アキュムレータ(AC)、乗除算用レジスタ(MQ)）。
重要な点として、IASマシンはプログラムとデータをひとつのメモリに混在させることを意図したほぼ最初の設計である。稼働したコンピュータとしては、実験的な機であるがSmall Scale Experimental Machine の1948年、実用的なものと認められているものとしてはEDSACの1949年が先行している。ノイマンが関与したコンピュータとしてはEDVACの稼働はIASマシンと同時期であった。
プログラム内蔵方式により、ループを実現する方法が示された。ループの終了条件が成立したときに分岐命令を書きかえるというものなどである。当時の第一世代コンピュータではメモリを如何に節約するかが主題であり、命令を書きかえながら実行することでそれを実現していた。IASマシンの命令のアドレッシングモードには直接アドレッシングしかなく、例えば配列状に並んだデータそれぞれに同じ処理をする場合、命令のオペランドを書き換えることでループを使った配列処理を実現していたのである。
命令を書きかえることはプログラムの再利用性を損ない、可読性を下げる（自己書き換えコード参照）ので、すぐにインデックスレジスタや、間接参照などのアドレッシングが発明され、このような技法は多用されるものではなくなった。
当初のデザインではメモリとしてRCAのセレクトロン管という真空管を使おうとしていたが、非常に複雑な真空管であるために開発が遅れ、ウィリアムス管を代替として使用することになった。全体としては約2300本の真空管を使っている。加算には 62マイクロ秒、乗算には 713マイクロ秒かかった。非同期マシンであり、命令のタイミングを規定するクロックは存在しない。前の命令が完了したら次の命令をスタートさせるようになっている。

## IASマシンからの派生
IASマシンの設計に関する論文は世界中に流布された。その結果IASマシンと同じ構成のコンピュータが世界中で開発されたのである。
IASマシンの派生の例：
- AVIDAC（英語版） - 1953年1月、アメリカ アルゴンヌ国立研究所
- BESK - 1953年、ストックホルム
- BESM - 1953年、モスクワ[4]
- CYCLONE（英語版） - 1959年、アイオワ州立大学
- ILLIAC I - 1952年、イリノイ大学アーバナ・シャンペーン校
  - MUSASINO-1 - 1957年、日本電信電話公社
- GEORGE（英語版） - 1957年、アルゴンヌ国立研究所
- JOHNNIAC（英語版） - 1953年、ランド研究所
- MANIAC I（英語版） - 1952年、ロスアラモス国立研究所
- MISTIC（英語版） - 1957年、ミシガン州立大学
- ORACLE（英語版） - 1961年?、アメリカ オークリッジ国立研究所
- ORDVAC - 1951年、米陸軍 アバディーン性能試験場
- SARA - 1956年、スウェーデン SAAB
- SILLIAC - 1956年、オーストラリア シドニー大学
- SMIL（英語版） - 19??年、スウェーデン ルンド大学
- WEIZAC（英語版） - 1955年、イスラエル ワイツマン科学研究所